# The Black Brunswicker
The Black Brunswicker („Der Schwarze Braunschweiger“), ursprünglich The Black Brunswickers, ist der Titel eines Gemäldes des britischen Malers John Everett Millais aus dem Jahre 1860. In der linken unteren Ecke ist es mit „18M60“ signiert und datiert.

## John Everett Millais
Millais, 1848 einer der Mitbegründer der britischen Künstlergruppe der Präraffaelitischen Bruderschaft, war zum Zeitpunkt der Entstehung des Gemäldes bereits ein bekannter Maler. Sein Bild The Black Brunswicker gilt als wichtiges Werk seiner Karriere. Ursprünglich sollte als Titel die Pluralform The Black Brunswickers verwendet werden, wobei es Millais’ Absicht war, den einen dargestellten Soldaten für alle „Schwarzen Braunschweiger“ stehen zu lassen, doch setzte sich sehr bald der Titel im Singular durch und Millais beließ es dabei.

## Thema

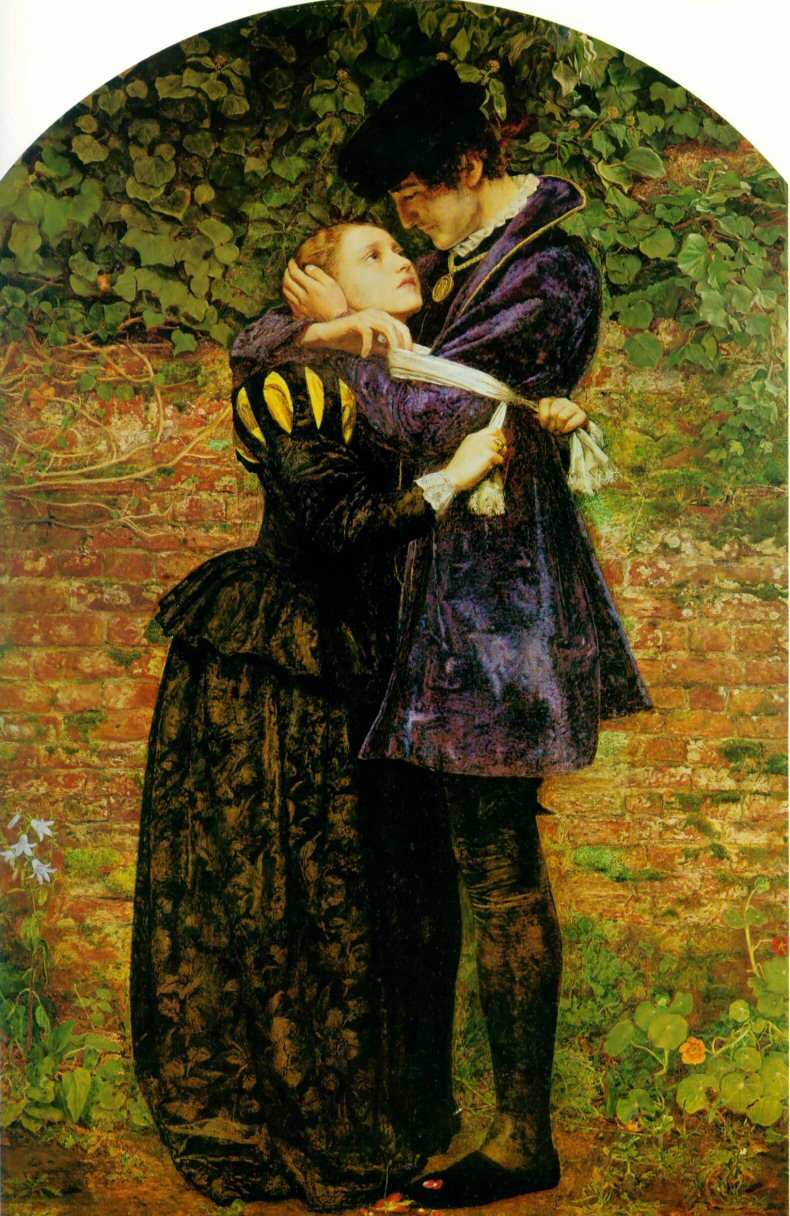
Millais: A Huguenot on St Bartholomew’s day, 1852

Das Thema „tragische Liebe“ beziehungsweise „weibliche Liebe stellt sich männlichem Pflichtgefühl entgegen“ hatte Millais bereits 1852 in seinem ebenfalls sehr erfolgreichen Gemälde A Huguenot on St Bartholomew’s day (Ein Hugenotte am St.-Bartholomäus-Tag) verarbeitet. Sein Gemälde The black Brunswicker komponierte Millais 1859/60 – 45 Jahre nach den dargestellten Ereignissen während der Befreiungskriege – als Abschiedsszene zweier Liebender am Vorabend einer Schlacht. Beiden Bildern gemein ist eine gewisse Düsterkeit angesichts des möglichen nahen Todes. Insofern variiert das Bild in verbürgerlichter Form die kunst- und literarhistorisch überaus verbreitete Szene zwischen Venus und Adonis.
In den Jahren zwischen beiden Werken hatte sich Millais anderen, teilweise religiösen Themen und größeren Formaten zugewandt, jedoch trafen diese weder den Geschmack der Öffentlichkeit, noch wurden sie von der Kritik goutiert. Der Verkauf war entsprechend schleppend. Um wieder an seine früheren Erfolge anzuknüpfen, sah sich Millais veranlasst, ein Pendant zu Ein Hugenotte … im präraffaelitischen Stil zu schaffen. Millais hatte vorgehabt, das neue Gemälde dem sehr erfolgreichen Hugenotten-Bild weitestgehend ähnlich zu gestalten, entschloss sich jedoch sehr bald, diese Idee fallen zu lassen, da sie zu offensichtlich einer bloßen Kopie entsprach. In der Folge schuf er deshalb ein eigenständiges neues Werk.

## Entstehung
Inspiriert fühlte sich Millais durch Ereignisse, die zum Zeitpunkt der Entstehung des Gemäldes bereits 45 Jahre zurücklagen, aber immer noch nachwirkten, nämlich die Befreiungskriege gegen die Truppen Napoléon Bonapartes. Insbesondere fühlte er sich durch die auch in Großbritannien bekannten Heldentaten der „Schwarzen Braunschweiger“ beeinflusst.
In einem Brief vom 18. November 1859 an seine Frau Effie Gray schrieb Millais:

“My subject appears to me, too, most fortunate, and Russell thinks it first-rate. It is connected with the Brunswick Cavalry at Waterloo. ‘Brunswickers’ they were called, and were composed of the best gentlemen in Germany. They wore a black uniform with death’s head and cross-bones, and gave and received no quarter. They were nearly annihilated, but performed prodigies of valour. It is with respect to their having worn crape on their arms in token of mourning that I require some information; and as it will be a perfect pendant to ‘The Huguenot’, I intend making the sweetheart of a young soldier sewing it around his arm, and vainly supplicating him to keep from the bugle-call to arms. I have it all in my mind’s aye, and feel confident that it will be a prodigious success. The costume and incident are so powerful that I am astonished it has never been touched upon before, Russell was quite struck with it, and he is the best man for knowing the public taste. Nothing could be kinder than his interest, and he is to set about getting all the information that is required.”

„Mein Sujet erscheint mir ebenfalls sehr glücklich gewählt, und Russell (Kriegberichterstatter der Times) hält es für erstklassig. Es geht um die Braunschweigische Kavallerie bei Waterloo. Sie wurden ‚die Braunschweiger‘ genannt und rekrutierten sich aus den besten Gentlemen Deutschlands. Sie trugen schwarze Uniformen mit Totenkopf und gekreuzten Knochen und gaben und nahmen kein Pardon. Ihre Einheit wurde fast aufgerieben, aber sie vollbrachten wahre Wunder an Heldenmut. Weil sie Trauerflor am Ärmel trugen, benötige ich weitere Informationen. Da es ein perfektes Pendant zu ‚The Huguenot‘ sein wird, beabsichtige ich, dass die Liebste des jungen Soldaten ihn ihm auf den Ärmel näht, wobei sie ihn vergeblich anfleht, nicht dem Ruf zu den Waffen zu folgen. Ich habe es genau vor Augen und bin zuversichtlich, dass es ein großer Erfolg wird. Kleidung und Ereignis sind so mächtig, dass ich erstaunt bin, dass sich dessen bisher niemand angenommen hat. Russell war ziemlich beeindruckt davon, und er kennt den Geschmack der Öffentlichkeit am besten. Nichts kann angenehmer sein als sein Interesse, und er will sich daran machen, alle dafür notwendigen Informationen zu beschaffen.“

## Bildbeschreibung

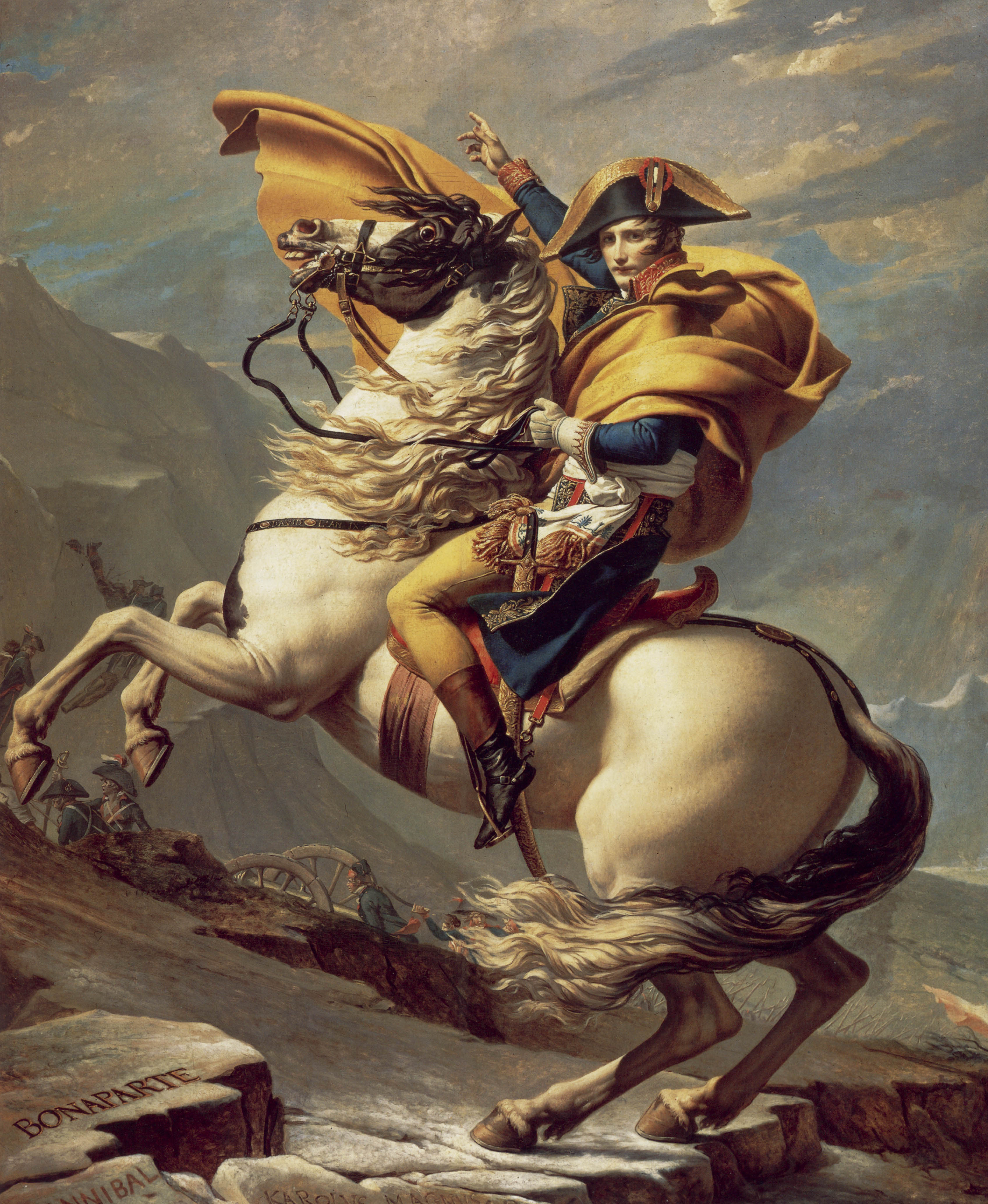
Bonaparte beim Überschreiten der Alpen am Großen Sankt Bernhard aus dem Jahre 1801

Das in Chiaroscuro-Technik gemalte Ölbildnis entstand in einem Zeitraum von drei Monaten und fand zu seiner Zeit erhebliche Beachtung. Dargestellt ist eine Szene, die sich in einem Zimmer zwischen zwei Personen abspielt: einem jungen Mann in schwarzer Uniform und einer jungen Frau in einem auffälligen, silbrig glänzenden Ballkleid aus Satin.
Der dem Gemälde titelgebende Mann ist aufgrund seiner Husaren-Uniform mit Dolman, Säbel, typischem blauen Kragen und blauen Ärmelaufschlägen sowie dem Totenkopf am Tschako eindeutig als „Schwarzer Braunschweiger“, also als ein Angehöriger des Braunschweigischen Leibbataillons, zu erkennen. Dieses Bataillon war aus der Schwarzen Schar hervorgegangen, einem am 1. April 1809 von Herzog Friedrich Wilhelm von Braunschweig-Lüneburg-Oels, dem „Schwarzen Herzog“, aufgestellten deutschen Freikorps, das bis zur endgültigen Niederlage Napoleons im Sommer 1815 in ganz Europa kämpfte.
Beide Personen füllen den größten Teil des bis auf eine Ausnahme in dunklen Farben gehaltenen Bildes aus. Den Hintergrund bildet eine dunkelgrüne, mit floralen Ornamenten verzierte Stofftapete. An der Wand links ist angeschnitten das Bildnis eines Reiters zu erkennen. Es handelt sich dabei um einen Stich, der nach dem 1801 entstandenen Gemälde Bonaparte beim Überschreiten der Alpen am Großen Sankt Bernhard des französischen Malers Jacques-Louis David angefertigt wurde. Die Szene spielt sich also gleichsam unter den Augen Napoleons ab: Auf einem steigenden Schimmel sitzend, blickt Napoleon genau in Richtung des Paares – ein Detail, das bereits Millais’ Zeitgenossen zu entschlüsseln und zu deuten suchten.

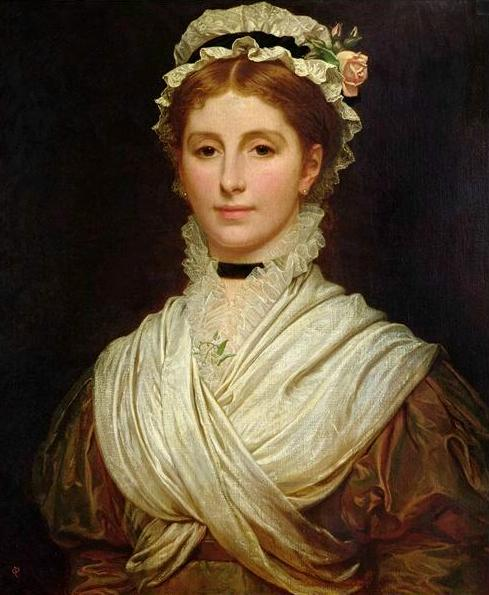
Kate Perugini, Tochter von Charles Dickens, das Modell für die Frau im Ballkleid (gemalt von ihrem Ehemann Charles Edward Perugini)

Der fast vollständig in Schwarz gekleidete Soldat kontrastiert sehr stark mit der in silbrig glänzenden Satin gekleideten Frau, die an beiden Oberarmen je eine große, rote Schleife trägt. Ihr Oberkörper ist etwas in Richtung des Mannes geneigt, mit ihrer linken Hand an seiner Brust scheint sie sich ihm entgegenzustemmen und damit in den Weg zu stellen, während sie mit ihrer Rechten die bereits vom Soldaten etwas geöffnete Tür wieder zu schließen versucht, um ihn daran zu hindern, in den Krieg und damit in seinen möglichen Tod zu ziehen. Der Mann wiederum steht mit leicht zurückgeneigtem Oberkörper und blickt ernst und entschlossen auf die Frau nieder, während er mit der Rechten seinen Tschako hält und mit der Linken versucht, die Tür hinter dem Rücken der Frau zu öffnen oder offen zu halten. Links im Vordergrund macht ein kleiner, dunkler Hund mit roter Stoffschleife um den Hals Männchen und blickt bettelnd zu beiden auf, während die Frau auf ihn hinab sieht und in seinem Verhalten eine Bestätigung des ihrigen findet. Auch auf den Bildern von Venus und Adonis findet sich immer wenigstens ein Hund, weil Adonis zur Jagd aufbricht.
Tatsächlich haben sich die zwei Personen, die für die Abgebildeten Modell standen, nie getroffen, denn der Prüderie und den Moralvorstellungen der Viktorianischen Zeit Rechnung tragend, malte Millais sie jeweils in Einzelsitzungen: Für die Frau hatte Charles Dickens’ 21-jährige Tochter Kate Modell gestanden, für den Husaren ein Soldat der Life Guards. In Abwesenheit der anderen Person mussten sich die beiden Modelle dabei jeweils an lebensgroße Holzpuppen anlehnen, um einen realistischen Eindruck zu erzielen.

## Historischer Hintergrund und Deutung

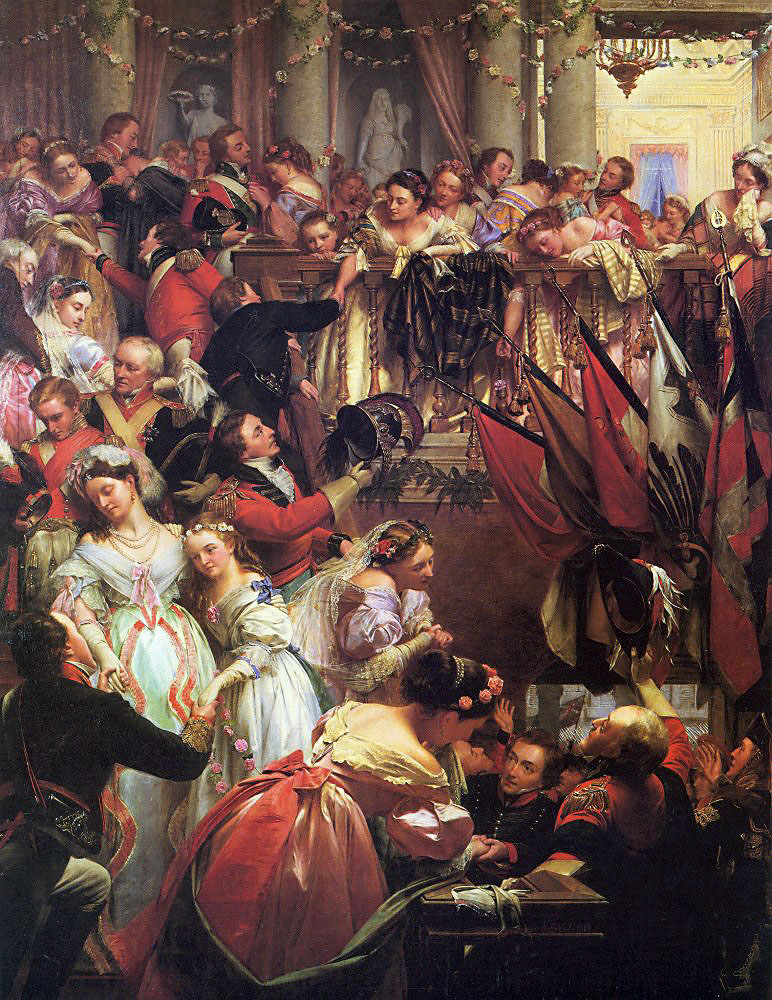
Henry Nelson O’Neils Gemälde Before-Waterloo soll den Ball der Herzogin von Richmond am 15. Juni 1815 darstellen

Millais’ Gemälde liegen historische Ereignisse aus den Befreiungskriegen gegen Napoleon zugrunde; in diesem Fall die Schlachten bei Quatre-Bras und Waterloo, die am 16. bzw. 18. Juni 1815 zwischen alliierten Truppen (einschließlich des braunschweigischen Leibbataillons) unter dem Herzog von Wellington und napoleonischen Einheiten unter Marschall Ney südlich von Brüssel stattfanden und Napoleons endgültige Niederlage besiegelten.
Der „Schwarze Braunschweiger“, in der linken Bildhälfte stehend und im Begriff, den Raum durch die Tür auf der rechten Seite zu verlassen, kann seine Absicht offensichtlich – zumindest zunächst – nicht ausführen, da sich ihm (s)eine junge Frau in den Weg stellt. Die junge Frau trägt ein sehr auffällig glänzendes Ballkleid. Die Szene spielt offensichtlich auf ein reales, historisch belegtes Ereignis an: den Ball der Herzogin von Richmond, der am 15. Juni 1815, dem Vorabend der Schlacht bei Quatre-Bras in Brüssel, stattfand. Bei diesem Ball anwesend waren u. a. der Herzog von Wellington, Oberbefehlshaber der Alliierten, und auf Seiten der Braunschweiger Friedrich Wilhelm von Braunschweig-Wolfenbüttel-Oels. Der Ball endete abrupt, als die Nachricht eintraf, dass sich die Truppen Napoleons auf Brüssel zubewegten, wovon Wellington überrascht wurde. Er und viele der anwesenden Offiziere, darunter auch die Braunschweiger, brachen deshalb umgehend auf, um Napoleon entgegenzumarschieren, dass dieser Brüssel nicht einnehme. Im Film Waterloo sind fiktive Szenen des Balls dargestellt.
Auch eine Aussage eines Sohns Millais’ stützt die Vermutung, die Szene stelle den Abschied des „Schwarzen Braunschweigers“ am Vorabend der Schlacht bei Quatre-Bras dar, in der viele braunschweigische Soldaten, einschließlich des „Schwarzen Herzogs“, fielen. Die Schlacht endete mit einem taktischen Rückzug der Alliierten und damit einem strategischen Sieg Napoleons, den dieser aber nicht nutzte. Zwei Tage später unterlag er endgültig den Alliierten bei Waterloo.

## Rezeption
Das Gemälde bestach 1860 und in späteren Jahren durch patriotischen Anspruch zum einen sowie durch die Sentimentalität der Szene zum anderen. Die Düsterkeit der Szene und des Schicksals bzw. die bedrückende Atmosphäre werden kontrastiert durch die enorme Leuchtkraft des Satinkleides, das aufgrund der technischen Raffinesse des Malers bei der künstlerischen Ausführung geradezu plastisch erscheint. Auch der kleine Hund, der zu Füßen seines Herrn Männchen macht und zudem – wie die Frau – eine rote Schleife trägt, verstärkt den sentimentalen Charakter des Werkes, denn auch er scheint darum zu bitten, dass der Soldat bleibt.
Kurz nach der Fertigstellung wurde The Black Brunswicker – noch unter dem Originaltitel The Black Brunswickers im Mai in einer Ausstellung der Londoner Royal Academy of Arts gezeigt und erregte großes Aufsehen in der Öffentlichkeit. Ernest Gambart, einer der dominierenden Kunsthändler des Viktorianischen Zeitalters, kaufte es umgehend für 1.000 Guinees, den höchsten Preis, den Millais bis dahin für eines seiner Werke erzielt hatte. 1898 kaufte William Hesketh Lever, 1. Lord Leverhulme, das Bild für seine Kunstsammlung, die Lady Lever Art Gallery, in der es sich noch heute befindet.

## Studien und Kopien
Es existieren heute noch einige Studien Millais’ zu The Black Brunswicker, so in der Londoner Tate Gallery of British Art:
- Zeichnung auf Papier, 200 × 106 mm[14]
- Zeichnung auf Papier, 199 × 117 mm[15]
- Zeichnung auf Papier, 86 × 64 mm[16]

Zwei weitere sind auf der Vorder- und Rückseite eines Blattes, das sich heute im Ashmolean Museum in Oxford befindet:
- Zeichnung auf Papier mit schwarzer Tinte und Kreide, 32 × 20 cm[17][18]

Weitere befinden sich in der Lady Lever Art Gallery.
Darüber hinaus fertigte Millais einige Aquarell- und Öl-Kopien an, die z. T. noch heute erhalten sind. Andere Künstler fertigten ebenfalls Kopien in verschiedenen Techniken an.